# 新疆生产建设兵团监狱管理局
新疆生产建设兵团监狱管理局，位于新疆维吾尔自治区乌鲁木齐市天山区体育馆路74号，是新疆生产建设兵团的监狱管理机关。

## 沿革
1983年9月，根据中共中央、国务院“把改造罪犯与开发新疆、发展兵团相结合”的决策，新疆生产建设兵团监狱正式恢复重建。
1983年11月7日，经新疆生产建设兵团党委批准，筹建新疆生产建设兵团劳改工作管理局（简称劳改局）。1984年1月，新疆生产建设兵团就筹建新疆生产建设兵团劳改工作管理局机构和配备劳改工作干部问题向新疆维吾尔自治区人民政府呈交报告。1984年3月16日，国务院召集有关部门负责人会议，讨论调往新疆生产建设兵团罪犯急需解决的问题，新疆维吾尔自治区和新疆生产建设兵团有关领导与会，会议形成了《会议纪要》：同意新疆生产建设兵团组建一支武警队伍，担负看押犯人任务，纳入中国人民武装警察部队新疆维吾尔自治区总队序列；同意成立新疆生产建设兵团劳改工作管理局（正厅级），担负改造罪犯任务的农一师、农二师、农三师、农六师、农七师、农八师设工作管理处；建立一所培养劳改工作干部的学校。1984年4月17日，国务院批转《会议纪要》，新疆生产建设兵团劳改工作管理局正式成立。1984年4月1日启用印章。该局机关最初的办公地暂设在新疆生产建设兵团司令部招待所内。1984年4月，兵团劳改局机关成立党组；1989年4月，中共新疆生产建设兵团劳改工作管理局委员会成立。1988年10月，该局机关的办公地迁至乌鲁木齐市天山区体育馆路17号。
1994年12月29日，中华人民共和国主席江泽民签署主席令，颁布中华人民共和国第一部《监狱法》。根据该法规定，新疆生产建设兵团劳改工作管理局于1995年2月10日正式更名为“新疆生产建设兵团监狱管理局”。局机关设有纪律检查委员会（与监察处合署办公）、政治部（内设组织人事处、警务处、宣传教育处）、办公室、机关工作处（机关党委）、科技信息处、刑罚执行处、教育改造处、狱政管理处、监狱企业处、政策法规处、计划财务装备处、生活卫生处、审计处、信息指挥中心等工作机构。
2008年12月，根据司法部和新疆生产建设兵团党委的统一部署，新疆生产建设兵团监狱管理局开始实行监狱经济体制改革。
2015年，新疆生产建设兵团监狱管理局被中共新疆维吾尔自治区党委、新疆维吾尔自治区人民政府授予集体一等功。

## 机构设置
内设机构
- 纪律检查委员会（与监察处合署办公）
- 政治部（内设组织人事处、警务处、宣传教育处）
- 办公室
- 刑罚执行处
- 狱政管理处
- 教育改造处
- 生活卫生处
- 政策法规处
- 审计处
- 计划财务装备处
- 企业管理处
- 信息指挥中心[5]

直属单位
- 新疆生产建设兵团西山监狱
- 新疆政法学院

师监狱管理局及下属监狱
- 新疆生产建设兵团第一师监狱管理局
  - 新疆生产建设兵团第一师沙河监狱
  - 新疆生产建设兵团第一师科克库勒监狱
  - 新疆生产建设兵团第一师塔门监狱
  - 新疆生产建设兵团第一师阿拉尔监狱
  - 新疆生产建设兵团第一师花桥监狱
  - 新疆生产建设兵团第一师南口监狱
  - 新疆生产建设兵团第一师幸福城监狱
- 新疆生产建设兵团第二师监狱管理局
  - 新疆生产建设兵团第二师库尔勒监狱
  - 新疆生产建设兵团第二师米兰监狱
  - 新疆生产建设兵团第二师且末监狱
  - 新疆生产建设兵团第二师乌鲁克监狱
- 新疆生产建设兵团第三师监狱管理局
  - 新疆生产建设兵团第三师金墩监狱
  - 新疆生产建设兵团第三师盖米里克监狱
  - 新疆生产建设兵团第三师图木休克监狱
  - 新疆生产建设兵团第三师其盖麦旦监狱
  - 新疆生产建设兵团第三师皮恰克松地监狱
- 新疆生产建设兵团第六师监狱管理局
  - 新疆生产建设兵团第六师芳草湖监狱
  - 新疆生产建设兵团第六师新湖监狱
  - 新疆生产建设兵团第六师五家渠监狱
- 新疆生产建设兵团第七师监狱管理局
  - 新疆生产建设兵团第七师高泉监狱
  - 新疆生产建设兵团第七师奎屯监狱
- 新疆生产建设兵团第八师监狱管理局
  - 新疆生产建设兵团第八师石河子监狱
  - 新疆生产建设兵团第八师北野监狱
  - 新疆生产建设兵团第八师新安监狱
  - 新疆生产建设兵团第八师钟家庄监狱

## 历任领导
| 局长 …… - 翟宇新（？—2007年8月，党委书记） - 程克强（2007年8月—，2007年8月至2009年2月为党委副书记，2009年2月起为党委书记） | 政治委员 …… - 庄忠伦（？—2014年1月，党委副书记） - 崔敏勤（2016年9月—，党委副书记） |